# Princess Princess
Princess Princess (プリンセス・プリンセス Purinsesu Purinsesu) er en japansk mangaserie skrevet og tegnet af Mikiyo Tsuda 2002-2006. En opfølger Princess Princess + fulgte 2006-2007. En animeserie baseret på den første serie og et Playstation 2-spil kom i 2006, og samme år tillige en tv-serie, Princess Princess D. Ingen af delene er udsendt på dansk.

## Om serien
Gymnasieeleven Toru Kouno skifter et stykke inde i skoleåret til eliteskolen Fujimori, der viser sig at have en temmelig speciel tradition. Skolen er nemlig en drengeskole men for at live op på den ellers nemt monotome hverdag udpeges hvert år to-tre førsteårselever som prinsesser. Ved sportskampe og begivenheder klædes de valgte drenge ud som piger for at kaste liv over tingene. Toru Kouno bliver sammen med Yujiro Shihodani og Mikoto Yutaka udpeget som dette års prinsesser. De bliver hurtigt usædvanligt populære og nyder stor opmærksomhed, både når de er klædt ud i nogle af de talrige Gothic Lolita-kjoler, og når de bare er sig selv. At alle tre prinsesser imidlertid også har hver deres familieproblemer er derimod ikke noget, de gerne taler om.
Mikiyo Tsuda havde tidligere lavet mangaserierne The Day of Revolution og Family Complex. Det var hendes forventning, at læserne af Princess Princess ville være folk, der i forvejen kendte de to andre serier. Men mod forventning kom der mange nye læsere til, som igen skabte så stor interesse for de to andre serier, at disse måtte genoptrykkes. En anden uventet overraskelse var, at der var mange drenge blandt læserne, selvom målgruppen egentlig var tænkt som piger.
Men at interessen øgedes for de to andre serier er måske ikke så overraskende endda. Det skal nemlig bl.a.a. ses i lyset af, at nogle af figurerne er gengangere. The Day of Revolution havde således Mikotos kæreste Megumi som hovedperson, mens Mikoto og hans søster Makato var bipersoner. Og Family Complex havde Akira som hovedperson og hans familie som bipersoner.

## Personer

### Prinsesserne
- Toru Kono (河野亨, Kouno Tooru (navn også oversat Tohru Kouno)) er hovedpersonen, der skiftede skole i utide. Han er forældreløs men adopteret af sin onkel og tante. Hans stedsøster Sayaka vil giftes med ham, men han gengælder ikke de varme følelser, hvilket giver anledning til flere konflikter. Han bruger arbejdet som prinsesse som en distraktion fra familien opmuntret af prinsessernes goder. I mangaserien er han nærmest grønhåret, men i animeserien er han blåhåret.
- Yujiro Shihoudani (四方谷裕史郎, Shihoudani Yuujirou) også kaldet Vestprinsessen. Han har en mor, stedfar og yngre halvbror men har distanceret sig fra dem, fordi han opfatter de tre alene som "den perfekte familie". Han har ingen problemer med rollen som prinsesse og kan godt lide at drille Mikoto, blandt andet når han er modvillig. Yujiro har langt blondt hår.
- Mikoto Yutaka (豊実琴, Yutaka Mikoto) også kaldet Østprinsessen. Han har et anstrengt forhold til arbejdet som prinsesse, især fordi han ikke vil have, at hans kæreste Megumi eller andre udenfor skolen skal opdage det. Han klager ofte over prinsessernes mange pligter men ender alligevel med at udføre dem frivilligt eller tvungent. Mikoto har rødt hår.

### Elevrådet
Alle i elevrådet ser godt ud, men de er også dygtige til deres arbejde. At lave tv er dog ikke deres stærke side.
- Shuya Arisada (有定修也, Arisada Shuuya) er elevrådsformand og tidligere prinsesse. Han er en dygtig leder, der ofte udtænker idiotsikre planer til fordel for ham og det øvrige elevråd, som troligt støtter og hjælper ham. Han er meget opmærksom på, at der ikke sker prinsesserne noget ondt.
- Masayuki Koshino (越廼将行, Koshino Masayuki) er elevrådets næstformand, der tillige er meget stærk.
- Wataru Harue (春江渉, Harue Wataru) er elevrådets kasserer, der er dygtig til matematik og hovedregning.
- Takahiro Tadasu (糺孝弘, Tadasu Takahiro) er elevrådets sekretær, der er hurtig med hænderne.

### Andre personer
- Kaoru Natasho (名田庄薫, Natashou Kaoru) er tredjeårselev, der designer prinsessernes kostumer. Han bliver nemt inspireret og til tider så overentusiastisk, at han må slæbes væk. Han har dog også vundet mange præmier for kostumerne.
- Akira Sakamoto (坂本秋良, Sakamoto Akira) også kaldet Sakamoto-sama. Han er Torus klassekammerat og den næste til at blive elevrådsformand. Det sidste betyder, at han ofte følger Arisada både foran og bag kulisserne for at lære "faget". Han er respekteret, og da han er lillebror til den smukke Harumi Sakamoto, er der store forventninger til ham. Selv undervurderer han dog sig selv. Hans hår har en ubestemmelig grøn kulør. Akira var hovedpersonen i Family Complex.
- Harumi Sakamoto (坂本春海, Sakamoto Harumi) er Akiras storebror og tidligere elev på skolen. Hans usædvanlige skønhed gav ham kaldenavnet Sakamoto-sama, som hans lillebror arvede. Han holder meget af Akira og får nemt tårer i øjnene i hans nærvær.
- Megumi Yoshikawa (吉川恵, Yoshikawa Megumi) er Mikotos kæreste. Hun er usikker på Mikotos følelser men forstår alligevel at få liv i ham, når han går i baglås. Hun vil gerne føje ham men står i svær situation mellem ham og hans søster. Megumi var hovedpersonen i The Day of Revolution.
- Makoto Yutaka (豊麻琴, Yukata Makato) er Mikotos storesøster. Hun har samme temperament men en anden personlighed og er ikke den, der viger tilbage.
- Sayaka Kouno (河野さやか, Kouno Sayaka) er datter af Torus onkel og tante, der adopterede ham. Hun vil giftes med Toru mod hans vilje og bekæmper enhver formodet konkurrent uden hensyn.
- Shinnosuke Shihoudani (四方谷慎之介, Shihoudani Shinnosuke) er Yujiros yngre halvbror, som til at begynde med virker sky og ikke meget for Yujiro.

- Toi C. Mitaka (御鷹・C・統威, Mitaka Kain Toui) er en elev, der kom til skolen lige før valget til elevsrådsformand, som han straks stillede op til. Styrer stift mod sine mål og anerkender ikke problemer. (Optræder kun i mangaserien.)

- Yuki Ishida var prinsesse sammen med Arisada men tog efter det første halvår på et udlandssemester. Vender siden tilbage som ny følgesvend til Arisada. (Optræder kun i Princess Princess + og Artbooken.)

- Ryusaki (竜崎, Ryuuzaki) er nyt medlem af skolens bestyrelse. Han bliver temmelig chokeret over prinsesse-systemet på den ellers roste skole. (Optræder kun i animeserien.)

### Personer i Princess Princess +
- Tomoe Izumi (和泉巴, Izumi Tomoe) er den ene af de to nye prinsesser. Han har ikke fået meget kærlighed af sine travle forældre, der ofte er på forretningsrejse. Vil gerne vinde Kiriyas venskab men kender kun den riges måde med at give gaver og betale. Er som arving til Kredithus Izumi i stadig fare for bortførelser. Tomoe har blondt hår.
- Kiriya Matsuoka (松岡桐也, Matsuoka Kiriya) er den anden nye prinsesse. Hans forældre døde i en trafikulykke, og han bor nu alene sammen med sin storebror og lillesøster. Deres midler er begrænsede, og han ser nærmest med foragt på rigdom. Men i sidste ende er han måske den, der bedst ved, hvad venskab er. Kiriya har brun-gråt hår og briller.
- Makito Matsuoka (松岡槇人, Matsuoka Makito) er Kiriyas storebror, der ernærer familien ved sit arbejde som vært i en klub.
- Kaede Matsuoka (松岡楓, Matsuoka Kaede) er Kiriyas lillesøster og med sine 10 år en rigtig tween.

### Personer i tv-serien
- Otoya Hanazono (花園 音也, Hanazono Otoya) er en ny elev på skolen. Sammen med Miamoto og Mori danner han de mørke prinsesser med det dobbelte mål at udkonkurrere prinsesserne og overtage elevrådets plads. Først sent viser det sig, at han er Arisadas lillebror.
- Kurou Miamoto (源本 九郎, Minamoto Kuro) er Hanazonas følgesvend og en af de mørke prinsesser.
- Ranta Mori (森 蘭太, Mori Ranta) er også Hanazonos følgesvend og ligeledes en af de mørke prinsesser. Han er dygtig med computer og kan få indsigt i elevdatabasen.
- Haruka Kujouin (九条院 ハルカ, Kujouin Haruka) også kaldet The rebelous princess. Han har været i England på Foxford College som udvekslingsstudent men kaldes hjem af Arisada for at løse konflikten med de mørke prinsesser. Men hans udspekulerede måder at håndtere problemerne på overrasker alle.

## Prinsesse-systemet
Kvalifikationer
- Skal være førsteårslev (svarer omtrent til 1.g'er). De har nemlig mere fritid, deres kroppe er ikke fuldt udviklede, og de kan let passe pigetøjet.
- Både have det bedste udseende og bedst passende personlighed blandt alle førsteårseleverne. Udseende alene gør det ikke.

Pligter
- Bære pigetøj ved morgenmøder og begivenheder på skolen.
- Opmuntre andre på skolen. Ikke svært da et smil og nogle venlige ord ofte har stor virkning.
- Heppe ved sportkampe. Med hele 15 klubber på skolen er det en pligt, der ikke er til at overse.

Fordele
- Fravær fra klassen som følge af prinsessearbejdet tæller ikke i fraværsstatistikken.
- Hver måned får prinsesserne 30 spisebilletter hver til skolens kantine, så de slipper for at betale.
- Al nødvendigt skoleudstyr (notesbøger, uniformer etc.) betales af prinsessebudgettet, som er det største på hele skolen.
- Fotoklubben tager billeder af prinsesserne og andre populære elever og sælger dem. Modellerne får en andel af profitten som lommepenge.

Træerne vokser dog ikke ind i himmelen. Det er således strengt forbudt at give prinsesserne gaver. Ellers var deres værelser sikkert også hurtigt blevet overfyldte.

## Mangaserien
Den første mangaserie blev offentliggjort august 2002 – april 2006 i mangamagasinet Wings for siden at blive samlet i fem bind. Disse er som nævnt ikke udsendt på dansk, men Egmont Manga & Anime har udsendt dem alle på tysk, mens Digital Manga Publishing har udsendt dem på engelsk.
Opfølgeren Princess Princess + var at læse i Wings maj 2006 – januar 2007 og er siden samlet som enbindsmanga, der blev udsendt i marts 2007. Den er ligeledes oversat til tysk og engelsk, mens den samtidig udsendte artbook, Princess Princess Premium, kun er oversat til tysk.
| Bind | Udgivet i Japan | Japansk ISBN-nummer |
| --- | --------------- | ------------------- |
| 1 | 25. august 2002 | ISBN 4-403-61685-2  |
| Toru skifter til drengeskolen Fujimori, hvor han overraskende stifter bekendtskab med prinsessesystemet. Fordelene ved det frister og sammen med værelseskammeraten Yujiro og den modvillige Mikoto bliver han prinsesse. Første opgave: præsentation foran hele skolen.                                                                            |                 |                     |
| 2 | 1. marts 2003   | ISBN 4-403-61706-9  |
| Torus stedsøster Sayaka dukker uventet op, og det bringer problemer med sig. Torus og Yujiros sommerferie går heller ikke helt smertefri, da de i deres søgen efter en sommerflirt selv bliver antaget for at være piger. Mødet med Akiras familie bliver til gengæld fyldt med overraskelser, for alle hans familiemedlemmer er usædvanlig smukke. |                 |                     |
| 3 | 10. marts 2004  | ISBN 4-403-61744-1  |
| Prinsesserne skal optræde med sang og dans, og siden står skolefestivallen på programmet, hvor en skattejagt involverer både prinsesserne og Akiras storebror. Men indimellem må Toru tage stilling til, om han skal blive på skolen eller vende hjem til familien.                                                                                 |                 |                     |
| 4 | 10. marts 2005  | ISBN 4-403-61786-7  |
| Skolefestivallen bliver et mareridt for Mikoto, da hans kæreste Megumi og søster Makoto får færten af hans prinsessejob og tilmed ser dem prinsesserne som hovedpersoner i skolekomedien. Men måske kan Megumi alligevel redde situationen. Efterfølgende får Akira problemer, da en modkandidat melder sig til elevrådsformandsvalget.             |                 |                     |
| 5 | 10. marts 2006  | ISBN 4-403-61827-8  |
| Den stilfærdige Akira og og den bryske Toi står mod hinanden i elevrådsvalget, og det deler både skolen og prinsesserne. Toru og Yujiro sætter dog trumf på, mens Toi efterhånden bliver bragt ned på jorden. Men skoleåret går på hæld for prinsesserne, nye prinsesser skal vælges, og der skal laves en afslutningsfest.                         |                 |                     |

### Princess Princess +
Enbindsmangaen Princess Princess + følger historiemæssigt i hælene på den første mangaserie, som det reelt er en forudsætning man kender i forvejen. Der er dog lavet en del ændringer, således at der nu primært fokuseres på personerne og kun i beskedent omfang prinsessearbejdet. Sidstnævnte er til gengæld reprænseteret med en bred vifte af kostumetyper i stedet for det hidtidige Gothic Lolita.
| Bind | Titel                                                              | Udgivet i Japan | Japansk ISBN-nummer    |
| --- | ------------------------------------------------------------------ | --------------- | ---------------------- |
| - | Princess Princess + (プリンセス・プリンセス+ Purinsesu Purinsesu+) | 1. marts 2007   | ISBN 978-4-403-61862-8 |
| Tomoe og Kiriya er det nye års prinsesser, og trods de gamle prinsessers hårde oplæringskursus giver de sig ufortrødent i kast med opgaven. Tomoe ønsker at være ven med Kiriya, men denne er afvisende og ser kun den store forskel, der er mellem dem økonomisk og bider ikke gerne på Tomoes forsøg med stadige gaver. Men tingene tager en brat drejning, da Tomoe bliver bortført, og Kiriya bliver tvunget med. |                                                                    |                 |                        |

### Crossover med Train Train
Mikiyo Tsuda har ved flere lejligheder samarbejdet med veninden og kollegaen Eiki Eiki. Det har bl.a.a. resulteret i en crossover mellem dennes serie Train Train og Princess Princess. Første del Tore X Puri kan læses i Princess Princess, bind 3, og anden del Puri X Tore i Train Train, bind 2.
I Tore X Puri tager Toru og Yujiro en tur til Minami-Kitazawa, hvor de kommer temmelig skævt ind på Asahi og hans mere eller mindre bemærkelsesværdige kollegaer fra stationen.
I Puri X Tore vil Asahi deltage i en Miss Transvestit-konkurrence men indser hurtigt, at han må bønfalde Toru og Yujiro om hjælp for at have en fair chance.

## Animeserien
Baseret på den første mangaserie og tilføjet et par ekstra historier produceredes en animeserie på 12 afsnit af Studio Deen. I Japan udsendtes den 5. april – 21. juni 2006.
I Europa er animeserien udsendt på to DVD'er af Anime Virtual med japansk, tysk og fransk tale og undertekster på tysk, fransk og nederlandsk. Andre steder i verden er serien udsendt på DVD med japansk tale og engelske og kinesiske undertekster.

### Japanske stemmer
- Jun Fukuyama – Toru Kouno
- Romi Paku – Yujiro Shihoudani
- Tetsuya Kakihara – Mikoto Yutaka
- Hiroshi Kamiya – Shuya Arisada
- Kousuke Toriumi – Masayuki Koshino
- Takuma Terashima – Wataru Harue
- Eiji Miyashita – Takahiro Tadasu
- Soichiro Hoshi – Akira Sakamoto
- Anri Katsu – Kaoru Natasho
- Kenji Nojima – Harumi Sakamoto
- Junko Takeuchi – Megumi Yoshikawa
- Risa Hayamizu – Makoto Yutaka
- Chieko Higuchi – Sayaka Kouno
- Sayaka Aoki – Shinnosuke Shihoudani

### Afsnit
| # | Titel                                                                                               | Sendt første gang |
| --- | --------------------------------------------------------------------------------------------------- | ----------------- |
| | |                   |
| 01 | "The All Boys School's Princesses" "Danshikou no Purinsesu" (男子校のプリンセス)                    | 5. april 2006     |
| Toru skifter til drengeskolen Fujimori og møder overraskende prinsesserne, som han selv nomineres til at blive en af.                                         | |                   |
| 02 | "A Princess is Born" "Hime Tanjou" (姫誕生)                                                         | 12. april 2006    |
| Toru acceptere at blive prinsesse. Yujiro og Arisada lærer ham og Mikoto, hvad det indebærer.                                                                 | |                   |
| 03 | "The First Job, Princess Cheerleader" "Hatsu Shigoto, Hime-sama Ouendan" (初仕事、姫様応援団)       | 19. april 2006    |
| Prinsesserne skal heppe ved skolens sportskampe, men en dag er Mikoto pludselig væk. Han må findes i en fart, for ellers ryger prinsessernes særlige fordele. | |                   |
| 04 | "Yujiro's Past" "Yuujirou no Kako" (裕次郎の過去)                                                   | 26. april 2006    |
| Sommerferien er kommet, og Mikoto tager hjem til sin kæreste. Men hvorfor vil Yujiro ikke også hjem, specielt nu hvor det er hans fødselsdag?                 | |                   |
| 05 | "Stalked Princesses" "Nera Wareta Hime" (狙われた姫)                                                | 3. maj 2006       |
| Toru har på fornemmelsen, at nogen udefra overvåger prinsesserne. Men hvem og hvorfor sender vedkommende dem blomster?                                        | |                   |
| 06 | "Sakamoto's Family Secret!" "Sakamoto ke no Himitsu!" (坂本家のヒミツ!)                             | 10. maj 2006      |
| Yujiro og Toru bliver inviteret hjem til Akira og overraskes over mødet med hans usædvanligt smukke familie.                                                  | |                   |
| 07 | "A Chorus Concert with Sweat and Tears" "Ase to Namida no Kashou Konkuuru" (汗と涙の合唱コンクール) | 17. maj 2006      |
| Prinsesserne skal indlede et korarrangement, men der er et problem: Mikoto kan ikke synge. Men det problem overskygges, da Torus stedsøster Sayaka dukker op. | |                   |
| 08 | "The Princesses' Existence Endangered!?" "Hime Sonzoku no Kiki!?" (姫存続の危機!?)                  | 24. maj 2006      |
| Skolens nye bestyrelsesmedlem Ryusaki kommer på besøg og chokeres over prinsessesystemet, som han tydeligvis ønsker afskaffet.                                | |                   |
| 09 | "The School Festival Starts!" "Gakuensai Kaishi!" (学園祭開始!)                                     | 31. maj 2006      |
| Skolefestivallen starter, men Yujiro får andet at tænke på, da hans familie uventet kommer på besøg, og hans halvbror efterfølgende bliver væk.               | |                   |
| 10 | "Lovers' Time" "Koibitotachi no jikan" (恋人たちの時間)                                             | 7. juni 2006      |
| Mikotos kæreste og søster kommer på besøg. Mikoto vil ikke have, de opdager, at han er prinsesse, men det er nemmere sagt end gjort.                          | |                   |
| 11 | "Secret Past" "Himerareta Kako" (秘められた過去)                                                    | 14. juni 2006     |
| Nogen er tilsyneladende ude efter Yujiro men hvem, og stikker sagen måske dybere end som så?                                                                  | |                   |
| 12 | "The Path a Princess Chooses" "Hime no erabu michi" (姫の選ぶ道)                                    | 21. juni 2006     |
| Torus stedsøster Sayaka vil have ham tilbage. Siden må Toru vælge mellem at vende hjem eller blive på skolen.                                                 | |                   |

### Sange
Introsangen er Because I Met You (キミと出逢ってから, Kimi to Deatte Kara) af Atsushi Miyazawa.

Slutsangen er I Want to Give You a Smile (微笑みをあげたい, Hohoemi wo Agetai) af team-F.

Ved koncerten i afsnit 7 synger prinsesserne Cutey Honey, introsangen fra animeserien Cutey Honey Flash.

## Tv-serien
En tv-serie i 10 afsnit med titlen Princess Princess D (プリンセス・プリンセスD, Purinsesu Purinsesu D) blev udsendt 28. juni – 15. september 2006. D står for Dorama (tv-drama). 
Tv-serien tager udgangspunkt i den første mangaserie, men bortset fra enkelte episoder er historien som sådan ny. Det gennemgående plot er kampen mellem på den ene side prinsesserne og elevrådet og på den anden side Otoya og hans mørke prinsesser. I modsætning til mangaserien er Mikoto hovedpersonen, og i modsætning til animeserien er de fleste personer sorthårede.
Serien er udsendt på DVD med japansk tale og engelske undertekster men så vidt vides ikke i Europa.

### Medvirkende
- Kenta Kamakari – Mikoto Yutaka
- Ray Fujita – Yujiro Shihoudani
- Takeru Satoh – Toru Kouno
- Osamu Adachi – Akira Sakamoto
- Takumi Saito – Shuya Arisada
- Yuichi Nakamura – Otoya Hanazono
- Kento Shibuya – Kurou Minamoto
- Kazuma – Ranta Mori
- Hideo Ishiguro – Haruka Kujouin
- Shōta Minami – Masayuki Koshino
- Haruhiko Satou – Wataru Harue
- Hiroshi Yoshihara – Takahiro Tadasu
- Kouhei Yamamoto – Kaoru Natasho

### Afsnit
| # | Titel | Sendt første gang  |
| --- | --- | ------------------ |
| | |                    |
| 01 | "One day I became a magnificent princess" "Hime no kareinaru ichinichi" (姫君の華麗なる一日)                                                                           | 28. juni 2006      |
| Tre måneder tidligere er Toru, Yujiro og Mikoto blevet prinsesser. Men Mikoto gør gentagne forgæves forsøg på at undslippe.                       | |                    |
| 02 | "A Targeted Academy, A mysterious new student" "Nerawareta Gakeun - Nazo no tenkousei!" (ねらわれた学園・謎の転校生！)                                                 | 5. juli 2006       |
| En ny elev Otoya starter på skolen og kommer hurtigt på tværs af prinsesserne. Men hvad har han egentlig i sinde?                                 | |                    |
| 03 | "Shock! ~ Black Princess!" "Shougeki! Burakku purincesu!" (衝撃！プラック・プリンセス！)                                                                               | 12. juli 2006      |
| Prinsesserne skal lave et tv-program, men Otoya stjæler bogstavelig talt billedet og introducerer de mørke prinsesser.                            | |                    |
| 04 | "Battle of Justice, Student Council VS. New Student Council" "Jingi naki tatakai! Seitokai vs. Shinseitokai" (仁義なき戦い！生徒会VS新生徒会)                          | 19. juli 2006      |
| De mørke prinsesser vil overtage elevrådets plads. Prinsesserne må bekæmpe det, og måske kan de noget, Otoya ikke kan.                            | |                    |
| 05 | "Suddenly gets closer! A long night in the secret room" "Kyuu sekkin!? Misshitsu no nagai yoru" (急接近!?密室の長い夜)                                                 | 26. juli 2006      |
| Mikoto og Otoya bliver fanget i et kælderrum og må tilbringe natten sammen der. Det giver anledning til nærmere bekendtskab.                      | |                    |
| 06 | "The break up of the princess?! An interlaced season" "Hime bunretsu!? ~Sure chigai no kisetsu~" (姫分裂!?～すれ違いの季節～)                                          | 9. august 2006     |
| Mikoto bryder med prinsesserne, og de mørke prinsesser gør deres til at forstærke effekten.                                                       | |                    |
| 07 | "Urgent Return! The Fearfull Assistant. Kujou Haruka enters" "Kinkyuu kikoku! Saikyou no suketto Kujouin Haruka toujyou!" (緊急帰国！最凶の助っ人・九条院ハルカ登場！) | 16. august 2006    |
| Arisada har kaldt Huruka til hjælp og han lover at løse problemerne. De mørke prinsesser prøver at udspionere ham.                                | |                    |
| 08 | "Battle! Election Speech" "Kessen! Senkyo wars!" (決戦！選挙ウォーズ!)                                                                                                 | 24. august 2006    |
| Valget til elevrådet tager en uventet drejning, da Otoya trækker sit kandidatur til fordel for Haruka. Men hvorfor forråder Haruka nu Arisada?    | |                    |
| 09 | "Anti-sport. A Poetry for the Counterattack" "Resistance ~Hangeki no uta~" (レジスタンス～反撃の詩～)                                                                  | 6. september 2006  |
| Haruka og de mørke prinsesser iværksætter en klapjagt på det gamle elevråd og prinsesserne. Men det kan ikke forhindre prinsessernes genforening. | |                    |
| 10 | "Reunion?! The school day extreme live presentation" "Daidanen!? Honoo no gakuensai LIVE!" (大団円!? 炎の学園祭LIVE！)                                                 | 13. september 2006 |
| De mørke prinsesser skal optræde ved et show. Men prinsesserne og elevrådet har en afgørende programændring.                                      | |                    |

## Cd'er

### Manga og animeserie
| Titel | Udgivet           | Kodenr.   | Type     | Indhold og bemærkninger                  |
| --- | ----------------- | --------- | -------- | ---------------------------------------- |
| Mikiyo Tsuda Original Drama Album Princess Princess (つだみきよオリジナルドラマアルバム プリンセス・プリンセス, Tsuda Mikiyo Orijinaru Dorama Arubamu Purinsesu Purinsesu)      | 2004              | SWCD-010  | Drama-cd | Drama-cd baseret på mangaen.             |
| Because I Met You (キミと出逢ってから, Kimi to Deatte Kara) | 25. maj 2006      | FCCM 0131 | Single   | Single med intro-sangen til animeserien. |
| Princess Princess Drama CD Vol. 1 (プリンセス・プリンセス ドラマCD 第1巻, Purinsesu Purinsesu Dorama CD 1)                                                                      | 28. april 2006    | FCCM 0121 | Drama-cd | Drama-cd med animeserien.                |
| Princess Princess Drama CD Vol. 2 (プリンセス・プリンセス ドラマCD 第2巻, Purinsesu Purinsesu Dorama CD 2)                                                                      | 23. juni 2006     | FCCM 0122 | Drama-cd | Drama-cd med animeserien.                |
| Princess Princess Drama CD Vol. 3 (プリンセス・プリンセス ドラマCD 第3巻, Purinsesu Purinsesu Dorama CD 3)                                                                      | 21. juli 2006     | FCCM 0123 | Drama-cd | Drama-cd med animeserien.                |
| Princess Princess Drama CD Vol. 4 (プリンセス・プリンセス ドラマCD 第4巻, Purinsesu Purinsesu Dorama CD 4)                                                                      | 25. august 2006   | FCCM 0124 | Drama-cd | Drama-cd med animeserien.                |
| Princess Princess DJ CD Vol. 1 (DJ・CD「プリンセス・プリンセス」第1巻, DJ CD Purinsesu Purinsesu 1)                                                                             | 25. oktober 2006  | FCCM 0158 | DJ CD    | Radio med animeserien.                   |
| Princess Princess DJ CD Vol. 2 (DJ・CD「プリンセス・プリンセス」第2巻, DJ CD Purinsesu Purinsesu 2)                                                                             | 22. november 2006 | FCCM 0160 | DJ CD    | Radio med animeserien.                   |
| Princess Princess Character Single Sweet Suite Vol. 1 (「プリンセス・プリンセス」キャラクターソング Sweet Suite vol.1, Purinsesu Purinsesu Kyarakutaa Songu Sweet Suite vol. 1) | 23. juni 2006     |           | Single   | Single med Yujiro.                       |
| Princess Princess Character Single Sweet Suite Vol. 2 (「プリンセス・プリンセス」キャラクターソング Sweet Suite vol.2, Purinsesu Purinsesu Kyarakutaa Songu Sweet Suite vol. 2) | 7. juli 2006      |           | Single   | Single med Mikoto.                       |
| Princess Princess Character Single Sweet Suite Vol. 3 (「プリンセス・プリンセス」キャラクターソング Sweet Suite vol.3, Purinsesu Purinsesu Kyarakutaa Songu Sweet Suite vol. 3) | 21. juli 2006     |           | Single   | Single med Toru.                         |

### Tv-serie
| Titel | Udgivet            | Kodenr. | Type        | Indhold og bemærkninger |
| --- | ------------------ | ------- | ----------- | ----------------------- |
| Princess Princess D Character Single Vol. 1 Treasure (プリンセス・プリンセスD キャラクターソングシリーズ Vol.1 Treasure, Purinsesu Purinsesu D Kyatakutaa Songushiriizu Vol. 1 Treasure)                                             | 18. august 2006    |         | Maxi single | Single med tv-serien.   |
| Princess Princess D Character Single Vol. 2 Presentiment of Happiness (プリンセス・プリンセスD キャラクターソングシリーズVol.2 幸せの予感, Purinsesu Purinsesu D Kyatakutaa Songushiriizu Vol. 2 Shiowase no Yokan)                  | 20. september 2006 |         | Maxi single | Single med tv-serien.   |
| Princess Princess D Character Single Vol. 3 ~Mikoto's Theme~ (プリンセス・プリンセスD キャラクターソングシリーズ Vol.3 果てしなく澄み渡る空の向こう目指して~実琴のテーマ~, Purinsesu Purinsesu Kyatakutaa Songushiriizu Vol. 3)      | 18. oktober 2006   |         | Maxi single | Single med tv-serien.   |
| Princess Princess D Character Single Vol. 4 Raindrops ~Yuriro's Theme~ (プリンセス・プリンセスD キャラクターソングシリーズ Vol.4 Raindrops~裕史郎のテーマ~, Purinsesu Purinsesu D Kyatakutaa Songushiriizu Vol. 4 Yuujirou no Teema) | 15. november 2006  |         | Maxi single | Single med tv-serien.   |
| Princess Princess D Character Single Vol. 5 YES! ~Toru's Theme~ (プリンセス・プリンセスD キャラクターソングシリーズ Vol.5 YES!~亨のテーマ~, Purinsesu Purinsesu D Kyatakutaa Songushiriizu Vol. 5 Tooru no Teema)                    | 20. december 2006  |         | Maxi single | Single med tv-serien.   |

## Andre udgivelser
I den mere usædvanlige afdeling hører Mikiyo Tsudas specialitet nemlig små tegneserier under coverne på mangabindene (ikke medtaget i de tyske pocketudgaver). I dette tilfælde serien Prince Prince der foregår på en pigeskole. Her er Toru og de andre piger, der vælges til prinser, hvilket viser sig at være et mildest talt specielt job.
I de japanske og tysk-franske DVD'er med animeserier følger der booklets med tegninger, skitser og forskellige korte "bag kulisserne"-striber.
Til Princess Princess D blev der lavet en making-of-bog og en fotobog. Desuden blev der udsendt fem musik-cd'er indsunget af skuespillerne.
Et visual novel Playstation 2-spil udsendtes i Japan 26. oktober 2006 med titlen プリンセス・プリンセス　姫たちのアブナい放課後 (Princess Princess: Himetachi no Abunai Houkago).
Foreløbig sidste skud på stammen er en artbook Princess Princess Premium (プリンセス・プリンセス・プレミアム Purinsesu Purinsesu Puremiamu) udsendt 25. marts 2007 med tegninger af både de nye og gamle prinsesser lavet til forskellige forsider, omslag og covers mv. Den indeholder desuden nogle små bonushistorier bl.a.a. om Arisada og hans prinsessekollega Yuki Ishida.

## Trivia
Flere af figurernes familienavne er hentet fra steder i det japanske Fukui Præfektur, især byen Sabae. Kouno, Shihoudani, Arisada og Yutaka er således alle bydele/distrikter i Sabae, mens Natashou er en nu med Ooi sammensmeltet landsby i Fukui-præfekturet.